# Kimany Ramos
Kimany Ramos  (1977)  Guayos, Cuba. Sus obras han sido publicadas dentro y fuera de su país, en diferentes revistas y antologías. Ha obtenido los Premios Nacionales de Poesía "Regino Pedroso" 2007 y "Mono Rosa" en el mismo año.

## Obras publicadas
- Viajando al sur. Reina del mar editores. Antología Poética. Cuba. 2006

- En la sorda realidad de los muertos. Ediciones Luminaria. Cuba. 2007

- Los dioses secretos. Editorial Benchomo. Antología Poética. España. 2008

- As de Fuga. Editorial Benchomo. España. 2009

- Evocación de los ciclos. old lanE Editions. UK. 2013

- Poetas Cubanos en Canarias. Antología Poética. España. 2015

- El árbol en la cumbre. Nuevos poetas cubanos en la puerta del milenio. Editorial Letras Cubanas. Cuba. 2015

- Once Poetas en la Sombra. Antología Poética. Ediciones Luminaria. Cuba. 2015

- Al Sur de tu sonrisa. old lanE Editions. UK. 2016